# Мародирање
Мародирање (фр. maraudage: пљачка) је пљачкање погинулих и рањених војника на бојишту. Термин мародер (фр. maraudeur) означава пљачкаша, војника који под изговором да је преморен, слаб, болестан, заостаје за својом јединицом, да би пљачкао по околини или пљачкао погинуле и рањене војнике. Некада се мародирање сматрало дозвољеним.
Када је дозвољено убити, зашто би убијеног било забрањено опљачкати ?— Цицерон
Могућност пљачке после освајања често је деловало стимулативно на нападаче. Тек у XIX веку прихваћена су прва хуманитарна правила у ратном праву. Године 1864. Првом Женевском конвенцијом мародирање је било забрањено, а тек Женевска конвенција за заштиту жртава рата 1949. године, обавезала је државе потписнице да у свом законодавству предвиде мародирање као кривично дело.